# Troféu UOL TV e Famosos de 2017
O Prêmio UOL TV e Famosos de 2017 foi a 3ª edição do Troféu UOL TV e Famosos que premiou os melhores do ano de 2016 e 2017.
Na edição de 2017, houve uma mudança na regra de votação, onde ficaram válidos 7 votos, sendo 6 votos dos colunistas e os mais votados pelos internautas sendo considerados como o 7º voto.

## Vencedores e indicados
| Melhor Novela | Melhor Série/Minissérie |
| --- | --- |
| - A Força do Querer - (Rede Globo) - Apocalipse - (Rede Record) - Belaventura - (Rede Record) - Carinha de Anjo - SBT - Malhação: Viva a Diferença - (Rede Globo) - Novo Mundo - O Outro Lado do Paraíso - (Rede Globo) - O Rico e o Lázaro - (Rede Record) - Pega Pega - (Rede Globo) - Rock Story - (Rede Globo) - Tempo de Amar - (Rede Globo) | - Sob Pressão - (Rede Globo) - Dois Irmãos - (Rede Globo) - Filhos da Pátria - (Rede Globo) - Os Dias Eram Assim - (Rede Globo) - Sem Volta - (Rede Record) - 1 Contra Todos - Fox - Vade Retro - (Rede Globo)                                                                   |
| Melhor Atriz | Melhor Ator |
| - Letícia Colin - (Novo Mundo) - Marjorie Estiano - (Sob Pressão) - Ana Beatriz Nogueira - (Rock Story) - Carol Duarte - (A Força do Querer) - Denise Del Vecchio - (O Rico e o Lázaro) - Eliane Giardini - (Dois Irmãos) - Elizângela - (A Força do Querer) - Helena Fernandes - (Belaventura) - Ingrid Guimarães - (Novo Mundo) - Isis Valverde - (A Força do Querer) - Julia Dalavia - (Os Dias Eram Assim) - Juliana Paes - (A Força do Querer) - Lilia Cabral - (A Força do Querer) - Maria Fernanda Cândido - (A Força do Querer) - Nanda Costa - (Pega Pega) - Paolla Oliveira - (A Força do Querer) - Vivianne Pasmanter - (Novo Mundo) | - Júlio Andrade - (Sob Pressão) - Cauã Reymond - (Dois Irmãos) - Guilherme Piva - (Novo Mundo) - Marco Pigossi - (A Força do Querer) - Marco Ricca - (Os Dias Eram Assim) - Tony Ramos - (Vade Retro) - Vladimir Brichta - (Rock Story) - Zécarlos Machado - (O Rico e o Lázaro) |
| Melhor Apresentadora | Melhor Apresentador |
| - Tatá Werneck - Ana Maria Braga - Ana Hickmann - Eliana - Fátima Bernardes - Fernanda Gentil - Fernanda Lima - Luciana Gimenez - Sabrina Sato - Titi Müller | - Fausto Silva - César Filho - Geraldo Luis - João Kleber - Luciano Huck - Marcelo de Carvalho - Marcos Mion - Otaviano Costa - Raul Gil - Ratinho - Roberto Justus - Rodrigo Faro - Serginho Groisman - Tiago Leifert                                                           |
| Melhor Jornalista | Revelação da TV |
| - César Tralli - (Rede Globo) - Marcelo Rezende - (Rede Record) - Caco Barcelos - (Rede Globo) - Carlos Nascimento - (SBT) - Chico Pinheiro - (Rede Globo) - Fabíola Reipert - (Rede Record) - Fernanda Gentil - (Rede Globo - José Luiz Datena - (Band) - Leo Dias - (SBT) - Maria Beltrão - (Rede Globo) - Reinaldo Gottino - (Rede Record) - Ricardo Boechat - (Band) - Roberto Cabrini - (SBT) | - Carol Duarte - (A Força do Querer) - Daphne Bozaski - (Malhação: Viva a Diferença) - João Bravo - (A Força do Querer) - Lorena Queiroz - (Carinha de Anjo) - Silvero Pereira - (A Força do Querer)                                                                             |